# BFC Siófok
Maillots
Actualités
Dernière mise à jour : 18 février 2017.
Le Bodajk Futball Club Siófok est un club hongrois de football fondé en 1921 et basé à Siófok.

## Palmarès
- Coupe de Hongrie de football
  - Vainqueur : 1984